# 洛基·埃爾索姆
洛基·埃爾索姆（英語：Rocky Elsom；1983年2月14日—）是一位澳大利亞橄欖球運動員。他是澳大利亞國家橄欖球隊的一員，代表澳大利亞參加了2011年世界盃橄欖球賽。